# 阿南中継局 (長野県)
阿南中継局（あなんちゅうけいきょく）は、長野県下伊那郡阿南町に置かれているNHK長野FMの中継局である。
2011年7月24日まではアナログテレビの中継局も設置していた（長野朝日放送を除く）。
なお、当項目では、同じく阿南町内にある阿南北条（あなんきたじょう）及び新野（にいの）の2中継局についても記述する。

## 阿南中継局
- 所在地：下伊那郡阿南町西条字弁当山（弁当山南東高地）

### FMラジオ放送
| 放送局名  | 周波数  | 空中線電力 | ERP   | 放送対象地域 | 放送区域内世帯数 |
| NHK長野FM | 82.8MHz | 10W        | 16.5W | 長野県       | -                |

### 地上アナログテレビジョン放送
| 放送局名      | チャンネル | 空中線電力        | ERP  | 放送対象地域 | 放送区域内世帯数 |
| NHK長野総合   | 8ch        | 映像10W /音声2.5W | 不明 | 長野県       | 不明             |
| NHK長野教育   | 12ch       | 映像10W /音声2.5W | 不明 | 全国         | 不明             |
| SBC信越放送   | 10ch       | 映像10W /音声2.5W | 不明 | 長野県       | 不明             |
| NBS長野放送   | 21ch       | 映像10W /音声2.5W | 不明 | 長野県       | 不明             |
| TSBテレビ信州 | 23ch       | 映像10W /音声2.5W | 不明 | 長野県       | 不明             |

- 長野朝日放送（abn）にはチャンネルが割り当てられていなかった。

## 阿南北条中継局
- 所在地：下伊那郡阿南町北条字御供2457（長野県阿南高等学校西方）

| 放送局名      | チャンネル | 空中線電力          | ERP               | 放送対象地域 | 放送区域内世帯数 |
| NHK長野総合   | 56ch       | 映像100mW /音声25mW | 映像215mW /音声-W | 長野県       | 不明             |
| NHK長野教育   | 54ch       | 映像100mW /音声25mW | 映像215mW /音声-W | 全国         | 不明             |
| SBC信越放送   | 58ch       | 映像100mW /音声25mW | 映像215mW /音声-W | 長野県       | 不明             |
| NBS長野放送   | 60ch       | 映像100mW /音声25mW | 映像215mW /音声-W | 長野県       | 不明             |
| TSBテレビ信州 | 62ch       | 映像100mW /音声25mW | 映像215mW /音声-W | 長野県       | 不明             |

- 1983年8月4日に開局。
- abnにはチャンネルが割り当てられていなかった。

## 新野中継局
- 所在地：下伊那郡阿南町新野（売木峠）

| 放送局名    | チャンネル | 空中線電力        | ERP  | 放送対象地域 | 放送区域内世帯数 |
| NHK長野総合 | 8ch        | 映像3W /音声750mW | 不明 | 長野県       | 不明             |
| NHK長野教育 | 12ch       | 映像3W /音声750mW | 不明 | 全国         | 不明             |
| SBC信越放送 | 10ch       | 映像3W /音声750mW | 不明 | 長野県       | 不明             |
| NBS長野放送 | 57ch       | 映像10W /音声2.5W | 不明 | 長野県       | 不明             |

- TSBとabnにはチャンネルが割り当てられていなかった。

## デジタル放送について
- 3中継局のエリアとも、共聴もしくはケーブルテレビを利用して視聴する事になる。そのため、2011年7月24日をもってテレビ中継局は廃局となった。